# Sarah Pitkowski
Sarah Pitkowski, née le 13 novembre 1975 à Seclin (Nord), est une joueuse de tennis française, professionnelle dans les années 1990 et jusqu'en 2001. Elle a de lointaines origines polonaises.
Tenace et dotée d'un petit gabarit, elle intègre le Top50 WTA en 1997. Puis elle remporte un titre WTA en simple au tournoi de Budapest en 1999 et atteint le 29e rang mondial la même année. En Grand Chelem, elle s'est hissée à quatre reprises au 3e tour, notamment à Wimbledon en 1999 et 2000.
Elle a reçu le Prix Bourgeon en 1998.

## Palmarès

### Titre en simple dames
| No | Date       | Nom et lieu du tournoi    | Catégorie | Dotation  | Surface      | Finaliste        | Score    |          |
| -- | ---------- | ------------------------- | --------- | --------- | ------------ | ---------------- | -------- | -------- |
| 1  | 19/04/1999 | Westel 900 Open, Budapest | Tier IVa  | 142 500 $ | Terre (ext.) | Cristina Torrens | 6-2, 6-2 | Parcours |

### Finale en simple dames
| No | Date       | Nom et lieu du tournoi | Catégorie | Dotation  | Surface      | Vainqueure    | Score    |          |
| -- | ---------- | ---------------------- | --------- | --------- | ------------ | ------------- | -------- | -------- |
| 1  | 10/05/1999 | Flanders Open, Anvers  | Tier IVb  | 112 500 $ | Terre (ext.) | Justine Henin | 6-1, 6-2 | Parcours |

## Parcours en Grand Chelem

### En simple dames
| Année | Open d'Australie | Open d'Australie     | Internationaux de France | Internationaux de France | Wimbledon       | Wimbledon      | US Open                                           | US Open          |
| ----- | ---------------- | -------------------- | ------------------------ | ------------------------ | --------------- | -------------- | ------------------------------------------------- | ---------------- |
| 1993  | -                | -                    | 1er tour (1/64)          | Anke Huber               | -               | -              | -                                                 | -                |
| 1995  | 2e tour (1/32)   | Anna Smashnova       | 2e tour (1/32)           | Arantxa Sánchez          | 1er tour (1/64) | Petra Kamstra  | 1er tour (1/64)                                   | Karin Kschwendt  |
| 1996  | 1er tour (1/64)  | Alexia Dechaume      | 3e tour (1/16)           | Anke Huber               | -               | -              | 2e tour (1/32)                                    | Lisa Raymond     |
| 1997  | 1er tour (1/64)  | Magdalena Grzybowska | 2e tour (1/32)           | Monica Seles             | 2e tour (1/32)  | Magüi Serna    | 2e tour (1/32)                                    | Flora Perfetti   |
| 1998  | 1er tour (1/64)  | Anke Huber           | 1er tour (1/64)          | Miho Saeki               | 1er tour (1/64) | Larisa Neiland | 3e tour (1/16)                                    | Arantxa Sánchez  |
| 1999  | 1er tour (1/64)  | Magüi Serna          | 1er tour (1/64)          | Fabiola Zuluaga          | 3e tour (1/16)  | Venus Williams | 2e tour (1/32)                                    | Martina Hingis   |
| 2000  | 1er tour (1/64)  | Lindsay Davenport    | 1er tour (1/64)          | Rita Grande              | 3e tour (1/16)  | Monica Seles   | 1er tour (1/64)                                   | Allison Bradshaw |
| 2001  | 2e tour (1/32)   | Justine Henin        | 1er tour (1/64)          | Serena Williams          | 1er tour (1/64) | Justine Henin  | Q1 \|\| style="text-align:left" \| Amanda Hopmans |                  |

À droite du résultat, l’ultime adversaire.

### En double dames
| Année | Open d'Australie             | Open d'Australie         | Internationaux de France     | Internationaux de France   | Wimbledon                    | Wimbledon              | US Open                      | US Open                 |
| ----- | ---------------------------- | ------------------------ | ---------------------------- | -------------------------- | ---------------------------- | ---------------------- | ---------------------------- | ----------------------- |
| 1995  | -                            | -                        | 1er tour (1/32) Lea Ghirardi | G. Sabatini B. Schultz     | -                            | -                      | -                            | -                       |
| 1996  | 1er tour (1/32) Lea Ghirardi | A. Ellwood Nicole Pratt  | 2e tour (1/16) Lea Ghirardi  | G. Fernández N. Zvereva    | 1er tour (1/32) Lea Ghirardi | I. Demongeot C. Dhenin | 2e tour (1/16) S. Noorlander | Rika Hiraki Nana Miyagi |
| 1997  | 1er tour (1/32) Elly Hakami  | L. Neiland Helena Suková | 1er tour (1/32) C. Dhenin    | Nancy Feber Patricia Hy    | -                            | -                      | -                            | -                       |
| 1998  | -                            | -                        | 2e tour (1/16) A. Cocheteux  | C. Martínez P. Tarabini    | -                            | -                      | -                            | -                       |
| 1999  | -                            | -                        | 1er tour (1/32) Lea Ghirardi | Miho Saeki Yuka Yoshida    | -                            | -                      | -                            | -                       |
| 2000  | -                            | -                        | 1er tour (1/32) C. Dhenin    | Lisa Raymond Rennae Stubbs | -                            | -                      | -                            | -                       |
| 2001  | -                            | -                        | 1er tour (1/32) K. Jagieniak | Julie Pullin L. Woodroffe  | -                            | -                      | -                            | -                       |

Sous le résultat, la partenaire ; à droite, l’ultime équipe adverse.

### En double mixte
| Année | Open d'Australie | Open d'Australie | Internationaux de France   | Internationaux de France | Wimbledon | Wimbledon | US Open | US Open |
| 1996  | -                | -                | 1er tour (1/32) M. Bahrami | Nancy Feber Jack Waite   | -         | -         | -       | -       |

Sous le résultat, le partenaire ; à droite, l’ultime équipe adverse.

## Parcours en Fed Cup
| #                                                                 | Date       | Lieu | Surface    | Gagnante(s)      | Perdante(s)      | Score         |          |
|                                                                   |            |      |            |                  |                  |               |          |
| 1998 - 1/4 de finale (groupe mondial) - Belgique - France - 2 : 3 |            |      |            |                  |                  |               |          |
| 1                                                                 | 18/04/1998 | Gand | Dur (int.) | Dominique Monami | Sarah Pitkowski  | 4-6, 6-4, 6-2 | Parcours |
| 1                                                                 | 18/04/1998 | Gand | Dur (int.) | Sarah Pitkowski  | Sabine Appelmans | 4-6, 6-3, 6-1 | Parcours |

## Classements WTA en fin de saison

### En simple
| Année | 1991 | 1992 | 1993 | 1994 | 1995 | 1996 | 1997 | 1998 | 1999 | 2000 | 2001 |
| Rang  | 885  | 181  | 151  | 111  | 107  | 85   | 56   | 36   | 32   | 65   | 161  |

Source : (en) « Classements de Sarah Pitkowski », sur le site officiel du WTA Tour

### En double
| Année | 1991 | 1992 | 1993 | 1994 | 1995 | 1996 | 1997 | 1998 | 1999 | 2000 | 2001 |
| Rang  | 763  | 432  | 363  | 242  | 183  | 118  | 231  | 177  | 152  | 302  | 258  |

Source : (en) « Classements de Sarah Pitkowski », sur le site officiel du WTA Tour

## Reconversion
Depuis mai 2002, elle est chroniqueuse, puis animatrice, sur RMC. Elle coanime l'émission quotidienne DKP (initiales des fondateurs, Delpérier, Kédia, Pitkowski) pendant deux ans avec Alexandre Delpérier et Guy Kédia jusqu'en 2004. Elle présente ensuite À vos marques tous les samedis matins, entre 2004 et 2009, avec Yann Lavoix.
Parallèlement, elle fait de la télévision où elle collabore pour Eurosport et les antennes de France Télévisions. À chaque Roland-Garros, de 2008 à 2011, elle coanime le Tennis Club sur France 4 avec Cyril Hanouna accompagnée de Tatiana Golovin, Paul-Henri Mathieu ou encore Patrice Dominguez.
En 2012, elle commente l'Open GDF Suez de Paris sur Direct 8 avec Alexandre Delpérier.
Depuis le 25 février 2013, Sarah Pitkowski présente Tribune Tennis sur MCS Tennis, déclinaison de Ma Chaîne Sport avec l'équipe des consultants de Ma Chaîne Sport, Sophie Amiach, Sandrine Testud et Patrick Proisy.
Depuis le 27 mai 2013, elle figure régulièrement parmi les consultants de l'émission l'Équipe du Soir, présentée par Olivier Ménard et diffusée sur L'Équipe 21.
Elle devient co-animatrice des Grandes Gueules du sport sur RMC, en janvier 2017, après y avoir collaboré comme chroniqueuse.
Elle est recrutée par Prime Video, le service vidéo d'Amazon pour la diffusion des Internationaux de France de tennis en 2021. Elle commente certains matchs avec Fabrice Santoro.
En septembre 2021, elle rejoint la Fédération française de tennis en tant que Directrice de la communication.

## Vie personnelle
Elle est mariée à l'ancien joueur de tennis professionnel Olivier Malcor (161e mondial en 2000) avec qui elle a deux enfants.